# Christoph-Mathias Mueller
Christoph-Mathias Mueller (* 26. Februar 1967 in Chiclayo, Peru) ist ein schweizerisch-deutscher Dirigent.

## Leben
Christoph-Mathias Mueller studierte Violine an der Musikhochschule Basel bei Hansheinz Schneeberger, Alexander van Wijnkoop und Walter Levin. Er setzte sein Studium im Fach Dirigieren fort am College-Conservatory of Music der University of Cincinnati bei Gerhard Samuel.
Nach seinem Studium war Mueller von 1996 bis 1998 Assistent des Dirigenten Vladimir Ashkenazy beim Deutschen Symphonie Orchester (DSO).
Von 2001 bis 2005 war Mueller Assistenzdirigent von Claudio Abbado beim Gustav Mahler Jugendorchester (GMJO) und beim Lucerne Festival Orchestra (LFO) von 2003 bis 2005. In der Saison 2004/2005 hatte er die Position des Chefdirigenten beim Cairo Symphony Orchestra inne.
Mueller war von 2005 bis 2018 Generalmusikdirektor (GMD) des Göttinger Symphonieorchesters (GSO). Während seiner Amtszeit prägte er das Orchester durch innovative Programme. Danach widmete er sich internationalen Gastdirigaten. 
Seit 2021 ist Mueller künstlerischer Leiter Klassikfestivals Murten Classics. Im Jahr 2022 wurde er zum Professor für Orchesterdirigieren an der Zürcher Hochschule der Künste (ZHDK) ernannt und hat auch die Fachleitung Orchesterdirigieren inne.
Mueller widmet sich dem Repertoire verfolgter Komponisten, hier im Besonderen auch von Gulag-Opfern, darunter Alexander Veprik und Mikhail Nosyrev. Muellers Diskografie umfasst unter anderem Werke von Alexander Weprik, Kenneth Hesketh, Wolfgang Rihm und Claude Debussy. Er veröffentlichte auf den Musiklabels Sony Classical, Musikproduktion Dabringhaus & Grimm, Naxos, Paladino music, Pan Classics, Cybele Records, Capriccio, und Cedille.

## Ehrungen und Auszeichnungen
- 2000 Gewinner des Dirigierwettbewerbs in Cadaqués, Spanien.
- 2013 Echo Klassik
- 2017 Echo Klassik
- 2020 OPUS Klassik für Alexander Veprik Orchestral Works mit dem BBC National Orchestra of Wales

## Publikationen
- 2020 (zusammen mit Inna Klause) Zwischen Gewandhaus und Gulag: Alexander Weprik und sein Orchesterwerk